# 博特尔
博特尔是德国下萨克森州的一个市镇。总面积16.75平方公里，总人口2453人，其中男性1215人，女性1238人（2011年12月31日），人口密度146人/平方公里。